# باول دانا
باول دانا (بالإنجليزية: Paul Dana) هو سائق سيارة سباق وصحفي أمريكي، ولد في 15 أبريل 1975 في سانت لويس في الولايات المتحدة، وتوفي في 26 مارس 2006 في ميامي في الولايات المتحدة بسبب حادث مرور.